# Industriforeningen
Industriforeningen, oprettet 12. juli 1838 som Industriforeningen i Kjøbenhavn og allerede 1840 slået sammen med Den merkantile Industriforening til Den merkantile Industriforening i Kjøbenhavn, var en dansk interesseforening – men ikke en arbejdsgiverforening – for industrielle virksomheder. Ifølge lovene, som fulgte i 1840, skulle foreningen "virke til Industriens Fremme i den danske Stat".

## Historie
Industriforeningen var den gang den førende forening for det bedre borgerskab, hvis medlemmer talte folk som professorerne H.C. Ørsted og Georg Forchhammer samt Orla Lehmann, Tage Algreen-Ussing og stifterne Jørgen Balthasar Dalhoff, Johan Frederik Hansen (fabrikant) m.fl. Foreningens betydning blev især knyttet til de to store succesfulde nordiske udstillinger i 1872 og 1888 afholdt af foreningen: Den nordiske Industri- og Konstudstilling i Kjøbenhavn 1872 og Den Nordiske Industri-, Landbrugs- og Kunstudstilling i Kjøbenhavn 1888.
Til udstillingen i 1872 opførte man 1870-1872 efter tegninger af Vilhelm Klein en udstillingsbygning på hjørnet af Vesterbros Passage (Vesterbrogade) og Halmtorvet (den senere Rådhusplads), der bagefter blev foreningens hovedsæde, idet Industriforeningen i 1878 fik skøde på grunden. Bygningen var opført i en stil med kraftig inspiration fra italiensk renæssance. Derefter blev stedet indrettet til brug for foreningen, som indviede de nye lokaler i 1880. I 1898 udvidede arkitekt Ludvig Clausen bygningen med Industricaféen ud mod Rådhuspladsen efter at have vundet en konkurrence to år tidligere. 1922-24 blev huset ombygget i det indre ved Knud Arne Petersen og Cajus Novi.
I 1937-38 lod den mondæne arkitekt Ernst Kühn biografen Palladium bygge ind i midtrisalitten af den eksisterende bygning, der nu fremstod som en kloning af en historicistisk bygning og en funkisbygning. Bygningen blev revet ned i 1977 til fordel for Industriens Hus tegnet af Erik Møller.
I 1910 blev Industriforeningen suppleret af Industrirådet, der skulle være en mere handlekraftig og fleksibel organisation, når det gjaldt om at få industriens interesser på den politiske dagsorden.
Sammen med Haandværkerforeningen oprettede Industriforeningen i 1911 Danmarks Tekniske Museum.
Branche- og arbejdsgiverforeningen Dansk Industri er formelt dens nutidige arvtager.

## Forpersoner for Industriforeningen
(listen er ikke komplet)
- 1838-1840: ?
- 1840-1843: Henrik Leonhard Danchell, grosserer og fabrikant
- 1843-1845: Søren Hjorth, civilingeniør
- 1845-1847: Johan Georg Schwartz, medstifter, kunstdrejer
- 1847-1848: Viggo Rothe, medstifter, jernbanedirektør (også næstformand 1848-51 og 1852-54)
- 1848-1851: Harald Kayser, tømrermester og politiker
- 1851-1852: E.D. Ehlers, teknikborgmester i København
- 1852-1853: Carl Holten, professor
- 1852-1857: Harald Kayser (igen)
- 1857-1861: J.A. Schwartz, kunstdrejer
- 1861-1865: L.F. Holmberg, havnebygmester i København
- 1865-1868: Carl Andreas Rames, jernfabrikant
- 1868-1871: Meyer Herman Bing, direktør for Bing & Grøndahl
- 1871-1876: Anker Heegaard, fabrikant og jernstøber
- 1876-1883: Georg Christensen, rustmester (bestyrelsesmedlem fra 1865)
- 1883-1890: Philip Schou, direktør for Den kongelige Porcelænsfabrik og Aluminia
- 1890-1898: Carl Michelsen, hofjuveler
- 1898-1905: Harald Jacob Bing, direktør for Bing & Grøndahl
- 1906-1908: Camillus Nyrop, industrihistoriker, direktør for Kunstindustrimuseet
- 1908-: ?
- 1920-1932: Regner Helweg, direktør for A/S Titan (næstformand fra 1915)
- 1933-1935: Karl Meyer, kemiker, titulær professor

## Andre væsentlige skikkelser i Industriforeningen
Denne liste er ufuldstændig; hjælp gerne med at udfylde den.

### Medlemmer af bestyrelsen
- 1838-1863: Henrik Kyhl, medstifter, urmager
- 1838-1864: G.F. Hetsch, medstifter, arkitekt
- 1838-1865: Jørgen Balthasar Dalhoff, medstifter, hofguldsmed
- ?-1845: Fritz Feddersen, justitsråd, næstformand 1844-45
- 1859-1875: Alfred Benzon, farmaceut
- 1874-1888: Ernst Schmiegelow, malermester
- ? C.B. Hansen, møbelfabrikant
- ? Johan Cornelius Tuxen, søofficer, næstformand 1875-81
- Benny Dessau, næstformand, direktør for Tuborg
- 1909-: S.C. Hauberg, maskinfabrikant
- 1888-: Axel Meyer, direktør i Arbejdsgivernes Ulykkesforsikring
- 1889-: Bjørn Stephensen, fabrikant, næstformand 1898-1905
- 1907-1916: Frederik Riise, fotograf
- 1945-1950: Poul Neubert, direktør for De danske Bomuldsvæverier A/S

### Medlemmer af repræsentantskabet
- ? Frants Christian Hjorth, medstifter, nålemager
- 1840-1854: Viggo Rothe (se ovenfor)
- 1842-1847: Otto Müller, overauditør
- 1838-1866: Fritz Meyer, medstifter, blikkenslager
- 1864-1896: Christian Hetsch, maler
- 1868-1874: Frederik Møller, pianofabrikant
- 1876-: H.V. Brinkopff, arkitekt, også formand for forevisningsudvalget fra 1880
- 1882-: Axel Meyer, direktør i Arbejdsgivernes Ulykkesforsikring
- 1888-: Bjørn Stephensen, fabrikant
- 1896-: Frederik Riise, fotograf
- 1903-: N.C. Monberg, entreprenør
- 1907-: Benny Dessau, direktør for Tuborg
- 1910-: Hans Langkjær, formand for Dansk Arbejdsgiverforening
- 1911-1923: H.J. Kornerup-Koch, tømrermester
- 1917-1925: Holger Sebbelov, fabrikant
- 1929-1949: Knud Sadolin, direktør for Sadolin & Holmblad

Andre:
- Tage Algreen-Ussing, medstifter
- Peter Johann Gottfried Garlieb, medstifter, embedsmand
- P.F. Lunde, medstifter, jernstøber
- P.C. Damborg, forgylder, formand for forevisningsudvalget
- Lars Larsen, møbelfabrikant

Arkitekter:
- Knud Arne Petersen, foreningens arkitekt 1909-1927 og Tivoli-direktør
- Cajus Novi, foreningens arkitekt 1917-1926